# Mistrzostwa Ukrainy w Skokach Narciarskich 2015
Mistrzostwa Ukrainy w Skokach Narciarskich 2015 – zawody, które wyłoniły najlepszych skoczków narciarskich na Ukrainie w roku 2015. Wszystkie konkursy przeprowadzono w marcu 2015 roku w miejscowości Worochta w kompleksie skoczni Awanhard. Wśród seniorów rozegrano po dwa konkursy indywidualne i drużynowe.
W konkursie indywidualnym na skoczni o punkcie konstrukcyjnym umieszczonym na 75 metrze zwyciężył Witalij Kaliniczenko, który wyprzedził Stepana Pasicznyka (2. miejsce) i Wiktora Pasicznyka (3. miejsce). W drugim z konkursów indywidualnych, który odbył się na obiekcie K–90, wygrał Kaliniczenko, a miejsca na podium zajęli również Andrij Kłymczuk (2. pozycja) i Stepan Pasicznyk (3. pozycja).
W konkursie drużynowym rozegranym na skoczni K–75, zwycięstwo odniósł pierwszy zespół obwodu tarnopolskiego, startujący w składzie Rusłan Bałanda, Andrij Kłymczuk, Wiktor Pasicznyk i Stepan Pasicznyk. Drużyna ta, startując w tym samym składzie, zwyciężyła także na obiekcie K–90.
Oprócz rywalizacji seniorów przeprowadzono także zawody juniorów (na skoczniach K–90 i K–75, a także konkurs drużynowy) i juniorów młodszych (na obiekcie K–75).

## Medaliści
| Konkurs    | Złoto                                                                                            | Srebro                               | Brąz                                                                                           |
| ---------- | ------------------------------------------------------------------------------------------------ | ------------------------------------ | ---------------------------------------------------------------------------------------------- |
| K–75       | Witalij Kaliniczenko                                                                             | Stepan Pasicznyk                     | Wiktor Pasicznyk                                                                               |
| K–90       | Witalij Kaliniczenko                                                                             | Andrij Kłymczuk                      | Stepan Pasicznyk                                                                               |
| Druż. K–75 | Obwód tarnopolski I 1. Rusłan Bałanda 2. Andrij Kłymczuk 3. Wiktor Pasicznyk 4. Stepan Pasicznyk | b.d. 1. b.d. 2. b.d. 3. b.d. 4. b.d. | Obwód tarnopolski II 1. Wasyl Czawa 2. Ołeh Wiliwczuk 3. Serhij Małyszczyk 4. Dmytro Mazurczuk |
| Druż. K–90 | Obwód tarnopolski I 1. Rusłan Bałanda 2. Andrij Kłymczuk 3. Wiktor Pasicznyk 4. Stepan Pasicznyk | b.d. 1. b.d. 2. b.d. 3. b.d. 4. b.d. | b.d. 1. b.d. 2. b.d. 3. b.d. 4. b.d.                                                           |